# Kuníček
Kuníček je osada, část obce Petrovice ve Středočeském kraji. Leží v kamenitém Petrovicku, pod vrchem Hodětín.

## Historie
První písemná zmínka o vesnici pochází z roku 1260, ve kterém je ve vsi připomínána tvrz. Na jejím místě vznikl později selský dvůr patřící kdysi i Jakubu Krčínovi nebo jezuitskému řádu z Petrovic. Další podstatnou událost z dějin Kuníčku připomíná originální morová barokní kaplička z roku 1747 stojící na okraji vsi.

## Obyvatelstvo
| Rok            | 1869 | 1880 | 1890 | 1900 | 1910 | 1921 | 1930 | 1950 | 1961 | 1970 | 1980 | 1991 | 2001 | 2011 | 2021 |
| -------------- | ---- | ---- | ---- | ---- | ---- | ---- | ---- | ---- | ---- | ---- | ---- | ---- | ---- | ---- | ---- |
| Počet obyvatel | 65   | 69   | 66   | 62   | 69   | 70   | 61   | 45   | 42   | 37   | 30   | 34   | 30   | 29   | 18   |
| Počet domů     | 10   | 10   | 11   | 11   | 11   | 11   | 10   | 9    | 9    | 8    | 7    | 11   | 11   | 13   | 13   |

## Obecní správa
Při sčítání lidu v letech 1850–1976 Kuníček byl osadou obce Kuní, se kterým patřil nejprve do okresu Sedlčany, ale od roku 1960 v okrese Příbram. Od 1. dubna 1976 je částí obce Petrovice v okrese Příbram.

## Pamětihodnosti
- Barokní kaple z roku 1747, která se nachází na okraji osady a je zasvěcena svaté Anně. Kaple byla postavena na místě bývalého morového hřbitova a prošla celkovou obnovou za přispění a finanční spoluúčasti místních občanů roku 1997. Tato kaple je vedená v Seznamu kulturních památek v Petrovicích (okres Příbram).
- Křížová cesta začíná u kaple svaté Anny. Má čtrnáct zastavení, která pokračují směrem do osady, dále alejí z osady, přes vrch Stražiště do sousední vesnice Kuní. Tam se nachází poslední zastavení. Jednotlivá zastavení této křížové cesty zhotovil akademický sochař Ivar Kodym z nedaleké obce Jalovčí. Zastavení jsou vytesána do místních žulových kamenů. Celá křížová cesta byla dokončena roku 2000. Téhož roku byla vysvěcena.
- U vesnice stojí na vrchu Hodětín rozhledna Kuníček otevřená v roce 2003.

## Pověst
Pověst se vztahuje ke kapli svaté Anny. V letech 1680–1681 v období velké morové rány, kdy zemřelo takové množství lidí, že hřbitov nepostačoval. Mrtví byli pochováváni u Kuníčku. Tam byla vykopaná veliká šachta a hromadný hrob. Když se i tento hromadný hrob naplnil, bylo vybráno další místo, u Petrovic na Horách. Později, kolem roku 1700 byla u Kuníčku vybudována kaplička. Kaple byla vybudována i u Petrovic na místě, kde se pohřbívalo.

## Galerie

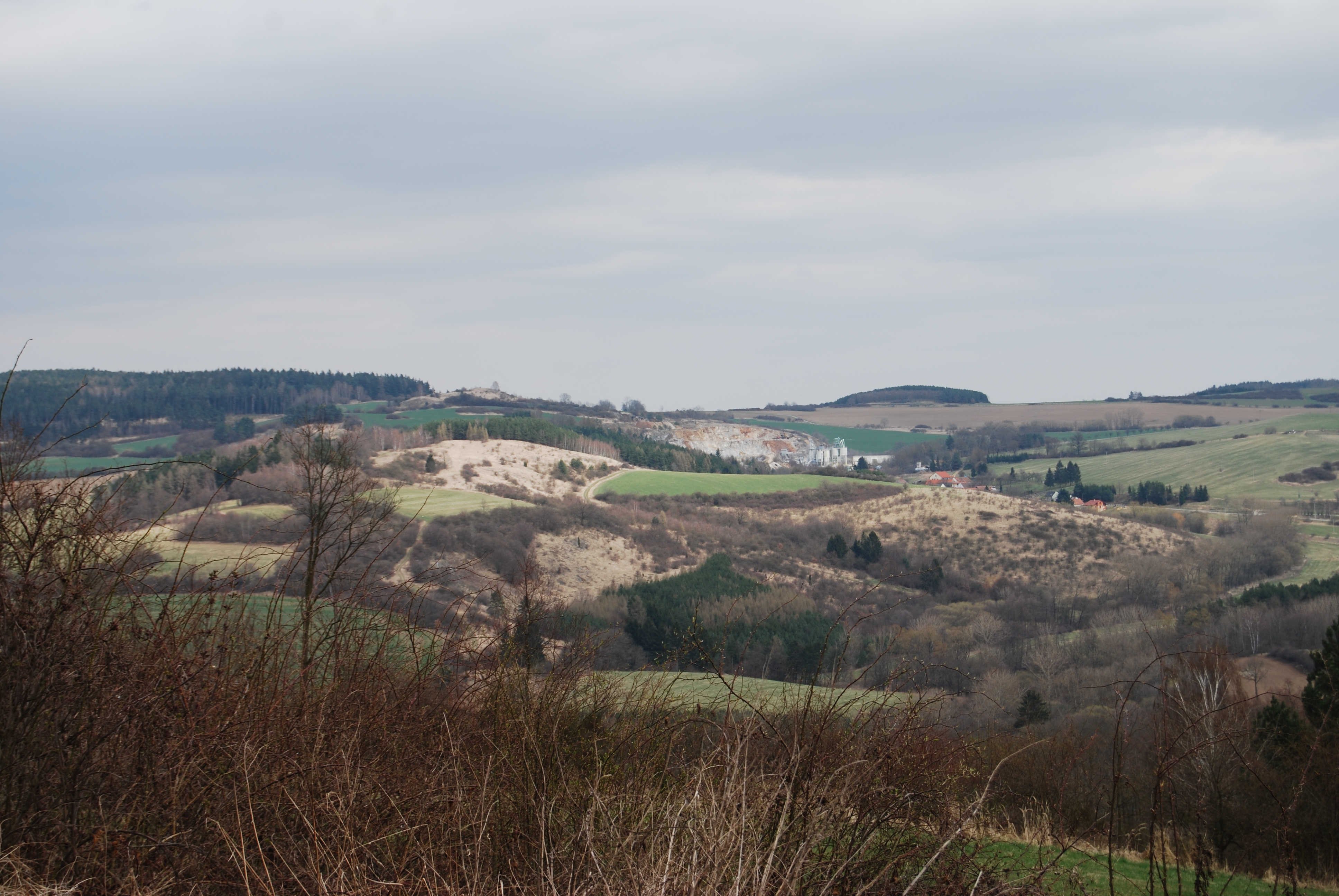
Pohled na okolí z vrchu Stražiště na vesnici Skoupý
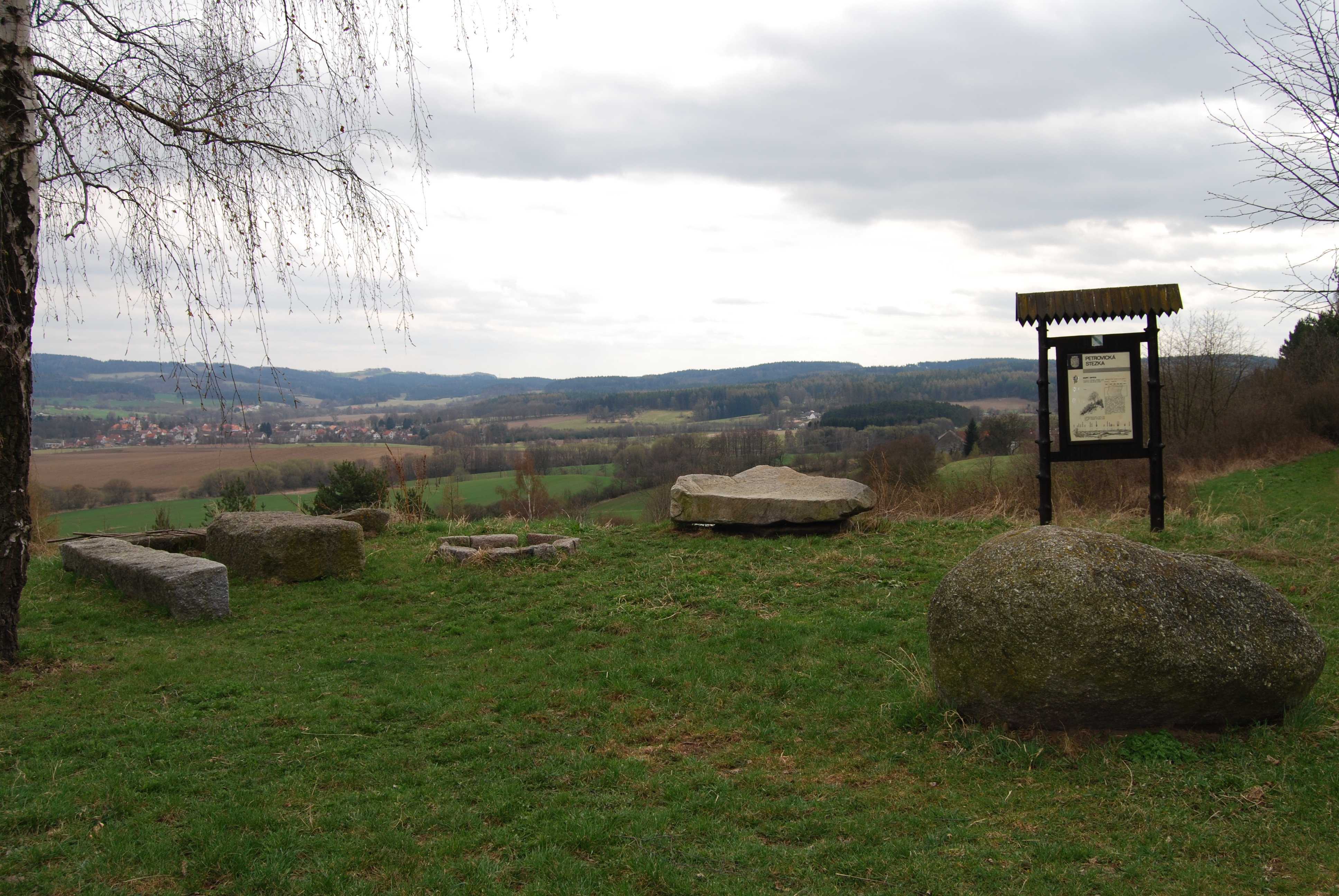
Zastavení křížové cesty
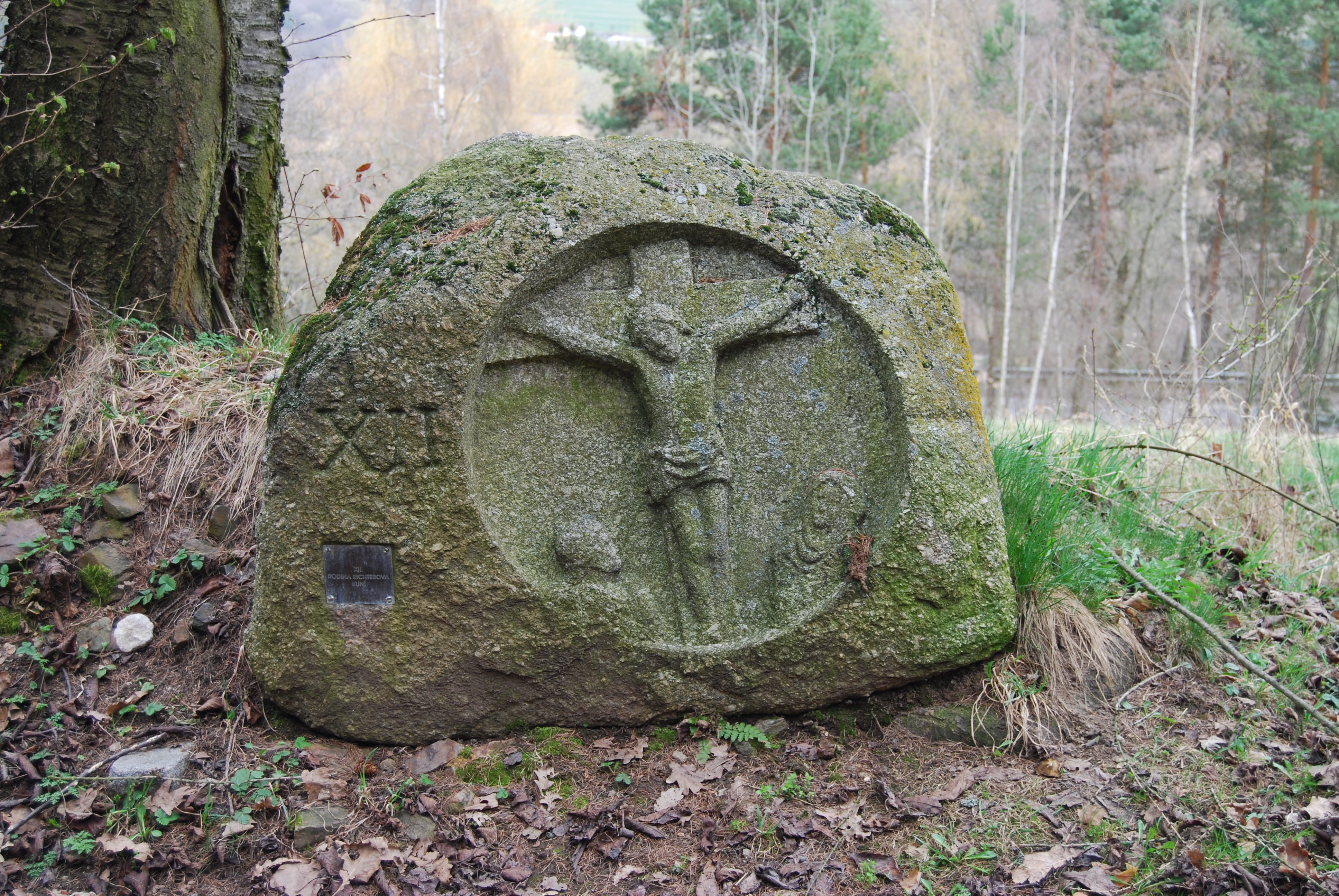
Zastavení křížové cesty